# Camponotus rasilis
Camponotus rasilis é uma espécie de inseto do gênero Camponotus, pertencente à família Formicidae.